# Nieuwerhoek (buurtschap)
Nieuwerhoek is een buurtschap behorende tot de gemeente Stichtse Vecht in de provincie Utrecht. Het ligt tussen Loenen aan de Vecht en Nieuwersluis.